# 亚努什·延杰耶维奇
亚努什·延杰耶维奇（波蘭語：Janusz Jędrzejewicz，波蘭語發音：[ˈjanuʂ jɛndʐɛˈjevit͡ʂ]，1885年6月21日—1951年3月16日），是波兰社会党政治家和教育家。延杰耶维奇是萨纳齐亚集团的成员，他曾于1931年至1934年担任教育部长，对波兰的教育体制进行了深彻的改革。他在1933年至1934年期间出任总理，并参与了四月宪法的制定。1935年，约瑟夫·毕苏斯基元帅逝世后，他逐渐淡出了政坛。